# Parc provincial Artlish Caves
Le parc provincial Artlish Caves (anglais : Artlish Caves Provincial Park) est un parc provincial de la Colombie-Britannique située  sur l'Île de Vancouver en Colombie-Britannique (Canada). Le parc protège le seul karst non perturbé de l'île de Vancouver. Il s'agit du plus vaste réseau de cavernes active au Canada.